# Lupte la Jocurile Olimpice de vară din 2016
Probele sportive de lupte la Jocurile Olimpice de vară din 2016 s-au desfășurat în perioada 4-21 august 2016 în Arena Carioca (Sala 2) din cadrul Centrului Olimpic de Antrenament în Barra da Tijuca. S-au împarțit în două grupe: lupte libere pentru bărbații și femeile, și lupte greco-romane pentru bărbații. S-au pus la bătaie 18 medalii de aur.

## Medaliați

### Greco-roman masculin
| Probă  | Aur                              | Argint                            | Bronz                                                                     |
| 59 kg  | Ismael Borrero · Cuba (CUB)      | Shinobu Ota · Japonia (JPN)       | Elmurat Tasmuradov · Uzbekistan (UZB) · Stig André Berge · Norvegia (NOR) |
| 66 kg  | Davor Štefanek · Serbia (SRB)    | Migran Arutiunian · Armenia (ARM) | Șmagi Bolkvadze · Georgia (GEO) · Rasul Chunaiev · Azerbaidjan (AZE)      |
| 75 kg  | Roman Vlasov · Rusia (RUS)       | Mark Madsen · Danemarca (DEN)     | Kim Hyeon-woo · Coreea de Sud (KOR) · Saeid Abdevali · Iran (IRI)         |
| 85 kg  | Davit Ciakvetadze · Rusia (RUS)  | Jan Beleniuk · Ucraina (UKR)      | Javid Hamzatau · Belarus (BLR) · Denis Kudla · Germania (GER)             |
| 98 kg  | Artur Aleksanian · Armenia (ARM) | Yasmany Lugo · Cuba (CUB)         | Cenk İldem · Turcia (TUR) · Ghasem Rezaei · Iran (IRI)                    |
| 130 kg | Mijaín López · Cuba (CUB)        | Rıza Kayaalp · Turcia (TUR)       | Sabah Shariati · Azerbaidjan (AZE) · Serghei Semenov · Rusia (RUS)        |

### Libere masculin
| Probă  | Aur                                            | Argint                              | Bronz                                                                              |
| 57 kg  | Vladimer Khinchegașvili · Georgia (GEO)        | Rei Higuchi · Japonia (JPN)         | Haji Aliyev · Azerbaidjan (AZE) · Hassan Rahimi · Iran (IRI)                       |
| 65 kg  | Soslan Ramonov · Rusia (RUS)                   | Toghrul Asgarov · Azerbaidjan (AZE) | Frank Chamizo · Italia (ITA) · Ikhtiyor Navruzov · Uzbekistan (UZB)                |
| 74 kg  | Hassan Yazdani · Iran (IRI)                    | Aniuar Geduev · Rusia (RUS)         | Jabrayil Hasanov · Azerbaidjan (AZE) · Soner Demirtaș · Turcia (TUR)               |
| 86 kg  | Abdulrashid Sadulaev · Rusia (RUS)             | Selim YaŞar · Turcia (TUR)          | Sharif Sharifov · Azerbaidjan (AZE) · J'den Cox · Statele Unite ale Americii (USA) |
| 97 kg  | Kyle Snyder · Statele Unite ale Americii (USA) | Khetag Gazyumov · Azerbaidjan (AZE) | Albert Saritov · România (ROU) · Magomed Ibraghimov · Uzbekistan (UZB)             |
| 125 kg | Taha Akgül · Turcia (TUR)                      | Komeil Ghasemi · Iran (IRI)         | Ibrahim Saidau · Belarus (BLR) · Geno Petriașvili · Georgia (GEO)                  |

### Libere feminin
| Probă | Aur                                               | Argint                             | Bronz                                                                    |
| 48 kg | Eri Tosaka · Japonia (JPN)                        | Mariia Stadnik · Azerbaidjan (AZE) | Sun Yanan · China (CHN) · Elița Iankova · Bulgaria (BUL)                 |
| 53 kg | Helen Maroulis · Statele Unite ale Americii (USA) | Saori Yoshida · Japonia (JPN)      | Nataliya Synyshyn · Azerbaidjan (AZE) · Sofia Mattsson · Suedia (SWE)    |
| 58 kg | Kaori Icho · Japonia (JPN)                        | Valeria Koblova · Rusia (RUS)      | Marwa Amri · Tunisia (TUN) · Sakshi Malik · India (IND)                  |
| 63 kg | Risako Kawai · Japonia (JPN)                      | Maryia Mamashuk · Belarus (BLR)    | Yekaterina Larionova · Kazahstan (KAZ) · Monika Michalik · Polonia (POL) |
| 69 kg | Sara Dosho · Japonia (JPN)                        | Natalia Vorobiova · Rusia (RUS)    | Elmira Syzdykova · Kazahstan (KAZ) · Jenny Fransson · Suedia (SWE)       |
| 75 kg | Erica Wiebe · Canada (CAN)                        | Guzel Manyurova · Kazahstan (KAZ)  | Zhang Fengliu · China (CHN) · Ekaterina Bukina · Rusia (RUS)             |

## Clasament pe medalii
| Loc                   | Țară                       | Aur | Argint | Bronz | Total |
| --------------------- | -------------------------- | --- | ------ | ----- | ----- |
| 1                     | Rusia                      | 4   | 3      | 2     | 9     |
| 2                     | Japonia                    | 4   | 3      | 0     | 7     |
| 3                     | Cuba                       | 2   | 1      | 0     | 3     |
| 4                     | Statele Unite ale Americii | 2   | 0      | 1     | 3     |
| 5                     | Turcia                     | 1   | 2      | 2     | 5     |
| 6                     | Iran                       | 1   | 1      | 3     | 5     |
| 7                     | Armenia                    | 1   | 1      | 0     | 2     |
| 8                     | Georgia                    | 1   | 0      | 2     | 3     |
| 9                     | Canada                     | 1   | 0      | 0     | 1     |
| 9                     | Serbia                     | 1   | 0      | 0     | 1     |
| 11                    | Azerbaidjan                | 0   | 3      | 6     | 9     |
| 12                    | Belarus                    | 0   | 1      | 2     | 3     |
| 12                    | Kazahstan                  | 0   | 1      | 2     | 3     |
| 14                    | Danemarca                  | 0   | 1      | 0     | 1     |
| 14                    | Ucraina                    | 0   | 1      | 1     | 2     |
| 16                    | Uzbekistan                 | 0   | 0      | 3     | 3     |
| 17                    | China                      | 0   | 0      | 2     | 2     |
| 17                    | Suedia                     | 0   | 0      | 2     | 2     |
| 19                    | Bulgaria                   | 0   | 0      | 1     | 1     |
| 19                    | Germania                   | 0   | 0      | 1     | 1     |
| 19                    | India                      | 0   | 0      | 1     | 1     |
| 19                    | Italia                     | 0   | 0      | 1     | 1     |
| 19                    | Norvegia                   | 0   | 0      | 1     | 1     |
| 19                    | Polonia                    | 0   | 0      | 1     | 1     |
| 19                    | România                    | 0   | 0      | 1     | 1     |
| 19                    | Coreea de Sud              | 0   | 0      | 1     | 1     |
| 19                    | Tunisia                    | 0   | 0      | 1     | 1     |
| Total (27 de CON-uri) | Total (27 de CON-uri)      | 18  | 18     | 36    | 72    |

## Legături externe
- en  fr  pt  es  Lupte greco-romane Arhivat în 3 februarie 2016, la Wayback Machine. la rio2016.com
- en  fr  pt  es  Lupte libere Arhivat în 3 februarie 2016, la Wayback Machine. la rio2016.com